# Walton in Gordano
Walton in Gordano è un villaggio e parrocchia civile dell'Inghilterra, appartenente alla contea del Somerset.